# Katharine Park
Katharine Park (* 1950) ist eine US-amerikanische Wissenschaftshistorikerin.
Park studierte am Radcliffe College mit dem Bachelor-Abschluss 1972 (B.A., Geschichte und Literatur von Renaissance und Reformation). Sie erhielt 1974 einen Master-Abschluss (M. Phil.) des Warburg Institute der Universität London (Combined Historical Studies of the Renaissance) und wurde 1981 an der Harvard University in Wissenschaftsgeschichte promoviert. 1977 bis 1980 war sie Junior Fellow der Harvard Society of Fellows. Ab 1980 war sie am Wellesley College, wo sie 1981 Assistant Professor, 1986 Associate Professor und 1993 Professor wurde. 1987 bis 1990 stand sie dort der Geschichtsfakultät vor. 1990 war sie Gastprofessorin an der Princeton University. Sie ist seit 1997 Professorin für Wissenschaftsgeschichte und Gender-Studien in Harvard (Samuel Zemurray, Jr. and Doris Zemurray Stone Radcliffe Research Professor of the History of Science).
Sie befasst sich mit Medizingeschichte im Mittelalter und der frühen Neuzeit (Renaissance) insbesondere in Hinblick auf Geschlecht, Sexualität und Körpergeschichte. In ihrem ersten Buch von 1985 über Ärzte der Frührenaissance in Florenz untersuchte sie die Rolle, die Nicht-Akademiker in der Medizin spielten (wie Künstler und Handwerker),  und in ihrem Buch Secrets of Women von 2006 schildert sie die Entstehung der Technik des Sezierens aus angewandter Tätigkeit wie der von Hebammen, Einbalsamierern und im Strafvollzug.
Sie untersuchte auch die visuelle Kultur im Mittelalter und in der frühen Neuzeit (Allegorien, die einen veränderten Zugang zu Natur und Autoritäten ausdrückten, Geschichte von Sexualität und Geschlechtsunterschieden in der Naturphilosophie, Faszination des Wunderglaubens). Sie arbeitet an einem Projekt über den Wissenschaftsaustausch zwischen christlichem Abendland und Islam im Mittelalter mit Ahmed Ragab (Harvard Divinity School) und an einem Projekt über visuelle Kultur im Mittelalter (The Science of the Senses: Experience and Observation in Medieval Science).
2016 erhielt sie die George-Sarton-Medaille. Ihr Buch Wonders and the Order of Nature erhielt den Pfizer Award der History of Science Society und den Ronald H. Bainton Prize. Ihr Buch Secrets of Women erhielt die Welch Medal der American Association of the History of Medicine und den Margaret W. Rossiter History of Women in Science Prize. Für 2021 wurde Park ein Dan-David-Preis in der Kategorie „Vergangenheit“ (Geschichte der Gesundheit und Medizin) zugesprochen. Seit 2002 ist sie Mitglied der American Academy of Arts and Sciences. Im Jahr 2000 war sie Guggenheim Fellow. 1995/96 war sie Gastwissenschaftlerin am Max-Planck-Institut für Wissenschaftsgeschichte in Berlin.

## Schriften
- Doctors and Medicine in Early Renaissance Florence. Princeton University Press, Princeton NJ u. a. 1985, ISBN 0-691-08373-8.
- mit Lorraine Daston: Wonders and the Order of Nature. 1150–1750. Zone Books, New York NY 1998, ISBN 0-942299-90-6.
  - Deutsche Übersetzung: Wunder und Ordnung der Natur. 1150–1750. Eichborn Berlin 2002, ISBN 3-8218-1633-3.
- Secrets of Women. Gender, Generation, and the Origins of Human Dissection. Zone Books, New York NY 2006, ISBN 1-89095-167-6.
- als Herausgeberin mit Lorraine Daston: Early Modern Science (= The Cambridge History of Science. Band 3). Cambridge University Press, Cambridge u. a. 2006, ISBN 0-521-57244-4.

Einige Aufsätze:
- mit Lorraine Daston: Hermaphrodites in Renaissance France. In: Critical Matrix. Band 1, 1985, S. 1–19.
- The Organic Soul. In: Charles B. Schmitt, Quentin Skinner, Eckhard Kessler (Hrsg.): The Cambridge History of Renaissance Philosophy. Cambridge University Press, Cambridge u. a. 1988, ISBN 0-521-25104-4, S. 464–484.
- mit Eckhart Kessler: The Concept of Psychology. In: Charles B. Schmitt, Quentin Skinner, Eckhard Kessler (Hrsg.): The Cambridge History of Renaissance Philosophy. Cambridge University Press, Cambridge u. a. 1988, ISBN 0-521-25104-4, S. 455–463.
- Healing the Poor: Hospitals and Medical Assistance in Renaissance Florence. In: Jonathan Barry, Colin Jones (Hrsg.): Medicine and Charity before the Welfare State. Routledge, London u. a. 1991, ISBN 0-415-05741-8, S. 26–45.
- Medicine and Society in Medieval Europe, 500–1500. In: Andrew Wear (Hrsg.): Medicine in Society. Historical Essays. Cambridge University Press, Cambridge u. a. 1992, ISBN 0-521-33639-2, S. 59–90.
- The Criminal and the Saintly Body: Autopsy and Dissection in Renaissance Italy. In: The Renaissance Quarterly. Band 47, Nr. 1, 1994, S. 1–33, doi:10.2307/2863109.
- The Life of the Corpse: Division and Dissection in Late Medieval Europe. In: Journal of the History of Medicine and Allied Sciences. Band 50, Nr. 1, 1995, S. 111–132, doi:10.1093/jhmas/50.1.111.
- mit Lorraine Daston: The Hermaphrodite and the Orders of Nature: Sexual Ambiguity in Early Modern France. In: GLQ. Band 1, Nr. 4, 1995, S. 419–438, doi:10.1215/10642684-1-4-419.
- The Meanings of Natural Diversity: Marco Polo on the „Division“ of the World. In: Edith Sylla, Michael R. McVaugh (Hrsg.): Texts and Contexts in Ancient and Medieval Science. Studies on the Occasion of John E. Murdoch’s Seventieth Birthday (= Brill’s Studies in Intellectual History. 78). Brill, Leiden u. a. 1997, ISBN 90-04-10823-8, S. 134–147.
- Impressed Images: Reproducing Wonders. In: Caroline A. Jones, Peter Galison (Hrsg.): Picturing Science, Producing Art. Routledge, New York NY u. a. 1998, ISBN 0-415-91911-8, S. 254–271.
- Medicine and Magic: The Healing Arts. In: Judith C. Brown, Robert C. Davis (Hrsg.): Gender and Society in Renaissance Italy. Longman, Longman, London u. a. 1998, ISBN 0-582-29326-X, S. 129–149
- Natural Particulars: Medical Epistemology, Practice, and the Literature of Healing Springs. In: Anthony Grafton, Nancy G. Siraisi (Hrsg.): Natural Particulars. Nature and the Disciplines in Renaissance Europe. MIT Press, Cambridge MA u. a. 1999, ISBN 0-262-07193-2, S. 347–367.
- Observation in the Margins, 500–1500. In: Lorraine Daston, Elizabeth Lunbeck (Hrsg.): Histories of Scientific Observation. University of Chicago Press, Chicago IL u. a. 2011, ISBN 978-0-226-13677-6, S. 15–44.

## Quelle
- Lebenslauf